# Eleiodoxa conferta
Eleiodoxa conferta är en enhjärtbladig växtart som först beskrevs av William Griffiths, och fick sitt nu gällande namn av Karl Ewald Maximilian Burret. Eleiodoxa conferta ingår i släktet Eleiodoxa och familjen Arecaceae. Inga underarter finns listade i Catalogue of Life.

## Bildgalleri

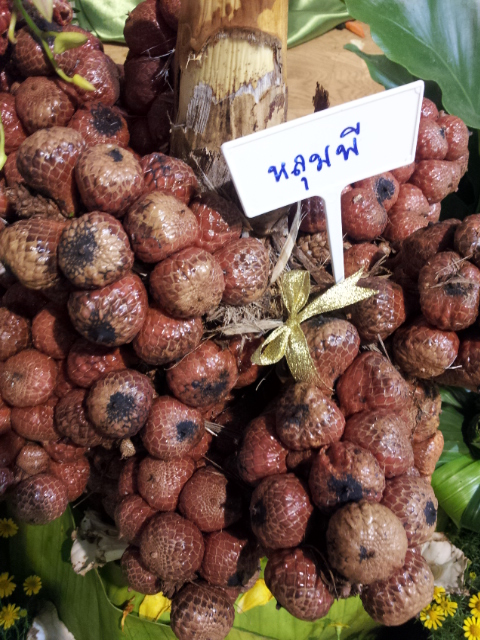